# Y.M.C.A. (песня)
«Y.M.C.A.» (Уай-эм-си-эй) — песня американской диско-группы Village People, написанная Виктором Уиллисом и Жаком Морали (также продюсером записи) и выпущенная в октябре 1978 года лейблом Casablanca Records как единственный сингл из их третьего студийного альбома, Cruisin’ (1978). Медли с «Hot Cop» достигло 2 места в чарте США Billboard синглов танцевальной/клубной музыки, в то время как сама песня достигла 2-го места в чарте Billboard Hot 100 в начале 1979 года, уступив «Le Freak» группы Chic и «Da Ya Think I'm Sexy?» Рода Стюарта. Вне США «Y.M.C.A.» достигла первого места в UK Singles Chart примерно в то же время, став самым большим хитом группы. В мире было продано 12 миллионов копий.
Песня остается популярной и часто звучит на многих спортивных мероприятиях в США и Европе, где толпы присоединяются к танцу, изображая руками четыре буквы названия песни. В сентябре 2000 года «Y.M.C.A.» использовалась как сигнал побудки на 11-й день полета Space Shuttle во время миссии STS-106. В 2009 году «Y.M.C.A.» установила мировой рекорд Гиннесса, когда более 44 000 человек танцевали под живое исполнение песни Village People на игре Sun Bowl 2008 в Эль-Пасо, Техас.

«Y.M.C.A.» занимает седьмое место в списке The 100 Greatest Dance Songs of the 20th Century телеканала VH1. В 2020 году «Y.M.C.A.» была включена в Зал славы Грэмми и выбрана Библиотекой Конгресса для сохранения в Национальном реестре звукозаписей за «культурную, историческую или эстетическую значимость». В официальном пресс-релизе Библиотеки отмечалось, что 
«во времена своего расцвета «Y.M.C.A.» была хитом по всему миру, занимая первое место в чартах более чем в 15 странах, и её продолжающаяся популярность свидетельствует о том, что, несмотря на скептиков, диско никогда по-настоящему не умирало».

## История
В США Молодежная христианская ассоциация (YMCA) начала строить объекты одноместного размещения (SRO) в 1880-х годах для размещения людей из сельских районов, переезжающих в города в поисках работы. К 1970-м годам типичными жильцами построенного YMCA жилья были бездомные и молодёжь, сталкивающаяся с жизненными трудностями, а не люди, мигрирующие из сельских районов.
Виктор Уиллис, ведущий певец и автор текстов, вспоминает, что, когда он был в студии, продюсер Жак Морали спросил его: «Что именно такое YMCA?» После того как Уиллис объяснил ему, он увидел выражение на лице Морали и сказал: «Не говори мне, Жак, ты хочешь написать песню об этом?» и они быстро написали трек для альбома Cruisin’. После выпуска песни YMCA пригрозила подать на группу в суд за нарушение товарного знака, но в конечном итоге урегулировала дело с композиторами во внесудебном порядке, позже выразив гордость по поводу того, что песня является данью уважения организации.
В 2015 году Уиллис выиграл судебное дело против Can’t Stop Productions, подтвердив, что он и Морали написали эту и другие песни Village People вместе, без участия исполнительного продюсера Анри Белоло, который был указан в оригинальном выпуске песни. Производственная компания утверждала, что Белоло написал французские тексты, которые затем были адаптированы Уиллисом, но суд отклонил это утверждение, постановив, что имя Белоло как соавтора должно быть удалено.

## Музыка и текст

### Лирическое содержание
Если воспринимать буквально, текст песни восхваляет достоинства YMCA. Однако в гей-культуре, из которой вышли образ и музыка Village People, песня неявно воспринималась как празднование репутации YMCA как популярного места для круизинга и случайных связей, особенно для молодых людей, к которым она обращена. Первоначальная цель продюсеров Village People Морали и Белоло заключалась в привлечении гей-аудитории диско, включив в свою музыку популярные гей-фантазии. Хотя соавтор Морали был геем, а группа изначально предназначалась для гей-аудитории, со временем группа стала более популярной и более массовой.
С другой стороны, Уиллис утверждал, что написал песню в Ванкувере, Британская Колумбия и, через своего пресс-секретаря, что он не писал «Y.M.C.A.» как гей-гимн, а скорее как отражение весёлых занятий, которым молодёжь из городов предавалась в YMCA, таких как баскетбол и плавание. Однако Уиллис часто признавал свою любовь к двусмысленности.
В статье для Gothamist писатель Эбби Уайт утверждает, что атмосфера YMCA была «более сложной, чем её изображают тексты, с сосуществованием гей-культуры и рабочих тренировок в одном общем пространстве», создавая «смесь белых воротничков и рабочих жителей, наряду с пенсионерами и ветеранами», причем около половины жителей были геями. В то время как песня создаёт впечатление, что в 1970-х годах в объектах одноместного размещения YMCA царила праздничная атмосфера, Пол Грот утверждает, что в действительности в объектах одноместного размещения YMCA было «больше контроля за вашей социальной жизнью — своего рода управление тем, как вы ведёте себя… [чем] в коммерческом пансионе, который в основном хотел убедиться, что комнаты сдаются в аренду», не следя за тем, кого вы привели в свою комнату.

### Структура песни
Песня, сыгранная в тональности G♭ мажор, начинается с 8 тактов аккорда Db с поддерживающим диско-битом. Затем следует рифф на медных духовых инструментах, поддерживаемый постоянным пульсом, типичным для диско. В течение всей песни используется множество различных инструментов для создания общего оркестрового звучания, что является ещё одной особенностью диско, но именно медные духовые выделяются.
Как и в других хитах Village People, ведущий вокал исполняет Уиллис, а фоновый вокал — Уиллис и профессиональные бэк-вокалисты. Характерная вокальная линия включает повторяющееся восклицание «Young man!», за которым следует Уиллис, поющий строки куплета. Фоновый вокал присоединяется на протяжении всей песни.
Версия песни в исполнении Уиллиса используется в фильме Village People «Can’t Stop the Music», хотя к тому времени Рэй Симпсон заменил его в роли полицейского.

## Критика и реакция
Billboard заявил, что «Y.M.C.A.» — «ещё один пример их [Village People] забавного юмора, играющего на их гей-образе с темами касок». Billboard также назвал «Y.M.C.A.» (и её сторону «Б», «The Women») одной из лучших композиций альбома Cruisin’. Cash Box сказал, что «Y.M.C.A.» имеет «многослойную работу на духовых инструментах и струнах и яркий, возвышающийся припев», а «ведущий вокал Уиллиса звучит убедительно». Record World сказал, что у неё «такой же топающий бас и шутливые тексты», как у предыдущего хита Village People «Macho Man», а «вокал сильный, а продакшн мощный».
Несмотря на то, что она не достигла первого места в США, она стала хитом № 1 во всём мире и с тех пор остаётся популярной на вечеринках, спортивных мероприятиях, свадьбах и других мероприятиях.

## Музыкальное видео
Сопровождающее музыкальное видео для «Y.M.C.A.», снятое в Нью-Йорке в июле 1978 года, показывает группу, поющую песню и танцующую по всему городу. Наиболее часто показанное место — оригинальное здание YMCA, McBurney, 213 West 23rd Street. Другие места съёмок включают здание № 395 по Уэст-стрит — место расположения клуба для геев Ramrod — набережные Гудзона и Хадсон-Ривер-парк. Видео заканчивается увеличением изображения Эмпайр-стейт-билдинг.

## Происхождение танца и движения руками

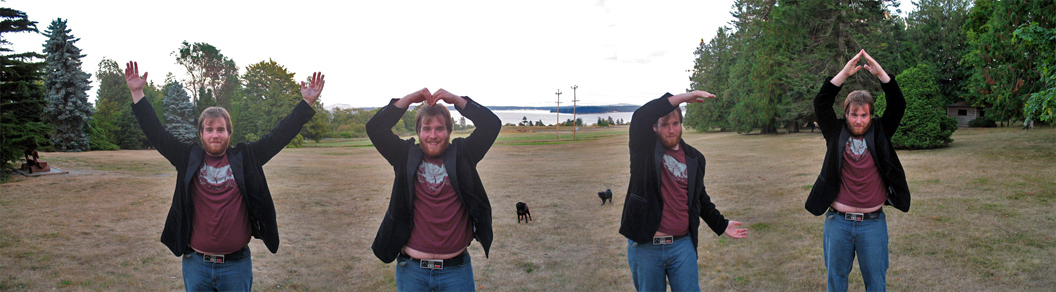
Танец YMCA, показанный на фотомонтаже. В этой версии буква M (вторая слева) выполнена в популярном варианте.

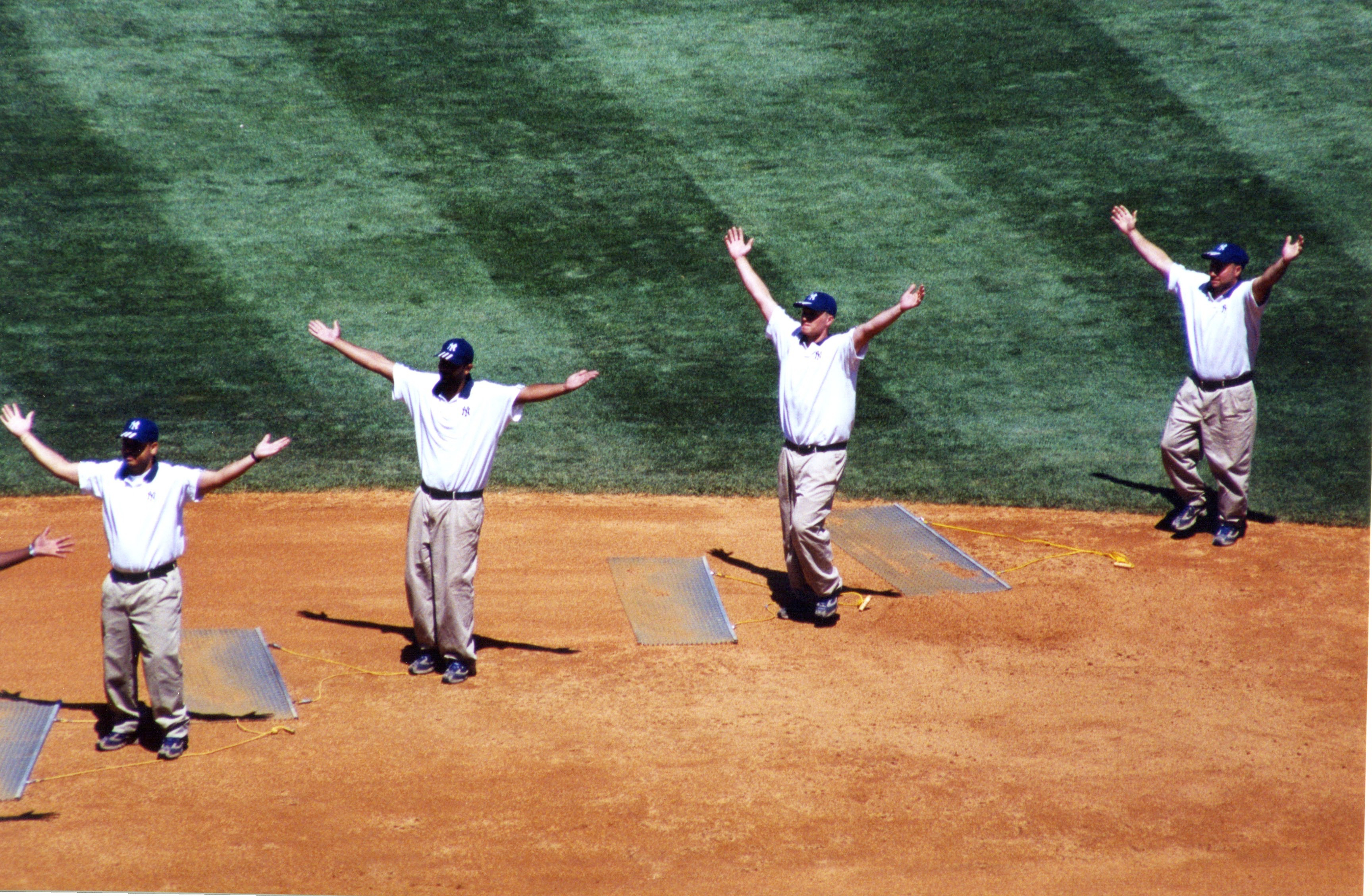
Члены команды по уходу за газоном на Yankee Stadium делают танец YMCA.

YMCA также название группового танца с хореографией «Y-M-C-A» в стиле чирлидинга, созданного специально для песни. Одна из фаз включает движение рук, чтобы изобразить буквы Y-M-C-A, которые поются в припеве:
Y  — руки вытянуты и подняты вверх
M  — делаться путём сгибания локте из позы 'Y', так что кончики пальцев встречаются напротив груди
C  — руки вытянуты влево
A  — руки сложены над головой
Танец возник во время выступления группы с этой песней в эпизоде American Bandstand от 6 января 1979 года. Ведущий Дик Кларк затем сказал Уиллису, что он хочет показать ему кое-что, снова включив песню с аудиторией, делающей жесты руками YMCA. Уиллис сразу же подхватил танец и повторил движения руками перед аудиторией, в то время как другие участники Village People смотрели на него с недоумёнными выражениями лиц. Кларк затем повернулся к Уиллису и сказал: «Виктор, думаешь, сможешь встроить этот танец в своё выступление?» Уиллис ответил: «Думаю, нам придётся». В ретроспективной статье для Spin 2008 года Рэнди Джонс высказал мнение, что танец мог возникнуть как недоразумение: оригинальный хореографический танец группы включал хлопки над головой во время припева, и он считает, что аудитория, полагая, что они изображают букву «Y», начала следовать их примеру.
После шестого иннинга бейсбольных матчей команды «Нью-Йорк Янкис» на стадионе Янки-стэдиум, команда по уходу за полем традиционно приводит в порядок бейсбольное поле, одновременно ведя толпу в танце.

## Влияние и наследие
VH1 поместил «Y.M.C.A.» на 7 место в своём списке 100 Величайших танцевальных песен в 2000 году, в то время как журнал Paste Magazine поставил песню на 1 место в своём списке The 60 Best Dancefloor Classics в феврале 2017 года. В 2022 году Rolling Stone поместил её на 139 место в своём списке 200 Величайших танцевальных песен всех времён.
Village People записали версию песни для Pepsi в 1997 году для рекламного ролика с группой танцующих медведей, изменив текст песни на подходящий для напитка и произнося буквы P-E-P-S-I. Через несколько месяцев Pepsi снова использовала песню в рамках своего нового сине-тематического имиджа для Pepsi Globe.
Во время Sun Bowl 2008 в Эль-Пасо (Техас), на выступлении в перерыве с Village People, был установлен рекорд самого массового танца Y.M.C.A. — более 40 000 человек танцевали и пели песню.
В 2012 году, в соответствии с законом об авторских правах 1976 года, Уиллис прекратил действие своих авторских прав, предоставленных издателям Can’t Stop Productions и Scorpio Music. В марте 2015 года было установлено, что единственными авторами песни являются Морали и Уиллис.
Изменённая версия песни (на языке миньонов) вошла в саундтрек мультфильма «Гадкий я 2».
В марте 2020 года Библиотека Конгресса США добавила песню в Национальный реестр звукозаписей, который сохраняет записи, имеющие «культурное, историческое или эстетическое значение». В декабре 2020 года «Y.M.C.A.» была включена в Зал славы Грэмми.
Дональд Трамп начал использовать песню (а также другую песню Village People, «Macho Man») для завершения своих митингов во время кампании по переизбранию в 2020 году. Изначально Уиллис одобрял её использование, но после нескольких инцидентов, связанных с протестами Black Lives Matter, он потребовал, чтобы Трамп прекратил её использование. Saturday Night Live спародировал песню и реакцию группы с «Cease and desist» в сегменте Weekend Update от 24 октября 2020 года. В результате песня снова вошла в Топ-20 на iTunes в ноябре 2020 года и заняла 2-е место в чарте Billboard Dance Digital Song Sales. 6 ноября, после того как СМИ объявили, что Джо Байден лидирует в Пенсильвании над тогдашним президентом Трампом на президентских выборах в США 2020 года, сторонники Байдена праздновали, танцуя на улицах и исполняя песню по всему Филадельфии. Песня играла из громкоговорителей, когда Дональд Трамп последний раз поднимался на Air Force One 20 января 2021 года, направляясь во Флориду перед инаугурацией Джо Байдена. Также она играла на инаугурации Дональда Трампа в 2025 года.